# Código Internacional de Nomenclatura para algas, hongos y plantas
El Código Internacional de Nomenclatura para algas, hongos y plantas (ICN) es el compendio de reglas que rigen la nomenclatura taxonómica de los organismos tradicionalmente estudiados por la botánica (plantas, algas y hongos) a efectos de determinar, para cada taxón, un único nombre válido internacionalmente. 
Hasta el año 2011, con la celebración del XVIII Congreso Internacional de Botánica en Melbourne (Australia), se denominaba Código Internacional de Nomenclatura Botánica (en inglés, ICBN, en español CINB). 

## Regulación

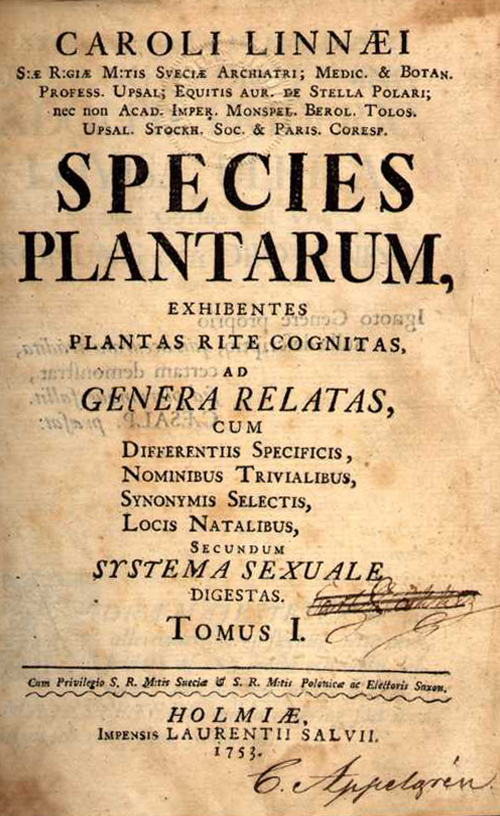
Portada de Species Plantarum, 1753

El ICN reglamenta los nombres de los taxones de las plantas verdes (clado de las plantas terrestres y las algas verdes), pero también establece reglas para determinar los nombres de otros clados de eucariotas que tradicionalmente se estudian en los departamentos de botánica, como las estramenopilas (clado que comprende a las "algas pardas", las "algas doradas", los oomycetes y los mohos acuáticos), algunos organismos del clado de los alveolados que tienen cloroplastos, como los dinoflagelados, y también las algas rojas, las glaucofitas, los "hongos verdaderos" (quitridos, zygomicetes, ascomycetes, basidiomycetes) y varios clados eucariotas basales (como las euglenas, los mixomicetes, y los hongos de la clase Myxogastria).
La promulgación y corrección del ICN está a cargo de los Congresos Botánicos Internacionales (CBI), organizados por la Asociación Internacional para la Taxonomía Vegetal. La edición actual es el llamado Código de Shenzhen, por la ciudad en donde se celebró el 19.º congreso (2017). Cada código deroga los anteriores y se aplica retroactivamente desde la fecha fijada como inicio de la botánica sistemática en sentido moderno, la publicación en 1753 de la obra Species Plantarum de Carlos Linneo.
El principio fundamental del CINB es la determinación de la prioridad; se conserva, salvo excepción, el nombre correspondiente a la primera descripción publicada de un determinado taxón, tratándose los nombres publicados con posterioridad para el mismo como sinónimos correctos, pero inválidos formalmente. Los nombres pre-linneanos (y los nombres que Linneo publicó antes de 1753, como por ejemplo Musa Cliffortiana para la planta que luego se denominaría Musa × paradisiaca, el banano) no se consideran válidamente publicados.
A la descripción acompaña normalmente un tipo, es decir, un ejemplar del taxón en cuestión preservado y conservado en una colección o herbario.
En la clasificación de las especies vegetales cultivadas, el Código Internacional de Nomenclatura para Plantas Cultivadas proporciona reglas suplementarias.
La zoología y la bacteriología tienen sus propios códigos de nomenclatura.